# برنامج أرامكو للابتعاث الجامعي
برنامج أرامكو للابتعاث الجامعي أو برنامج الابتعاث الجامعي لغير الموظفين أو CDPNE (بالإنجليزية:  College Degree Program for Non-Employees)‏ هو برنامج ابتعاث خارجي أسسته شركة أرامكو السعودية يستهدف خريجي وخريجات المرحلة الثانوية السعوديين. يُعتبر برنامج CDPNE أحد المصادر الأساسية لشغل كثير من الوظائف المهنية والتقنية في الشركة. سنوياً، تستقطب أرامكو السعودية البارزين من خريجي وخريجات المرحلة الثانوية من القسم العلمي لابتعاثهم للحصول على درجة البكالوريوس في أحد التخصصات التي تحتاجها الشركة بعد استيفائهم لمتطلبات القبول. تغطي البعثة تكاليف الدراسة الجامعية بالإضافة إلى راتب شهري طوال فترة الدراسة الجامعية حسب مدينة الابتعاث.

## فترة التدريب الجامعي
خلال إكمالهم لفترة الإعداد الجامعي، يتلقى الطلاب والطالبات دعماً من البرنامج، ويشمل ذلك الاستعداد لاختبارات اللغة الإنجليزية كلغة أجنبية (TOFEL) واختبارات نظام اختبار اللغة الإنجليزية الدولي (IELTS) والمساعدة في استيفاء طلبات القبول في جامعاتهم. يتضمن البرنامج أيضاً توفير استشارة أكاديمية للطلاب.

## تخصصات البعثة
يتضمن برنامج أرامكو للابتعاث الجامعي التخصصات الآتية حسب عام 2021:
*ملاحظة: بعض التخصصات غير متوفرة للجنسين.
- هندسة البترول
- علوم الأرض (جيولوجيا)
- فيزياء الأرض (جيوفيزياء)
- الهندسة الكيميائية
- الهندسة الكهربائية
- الهندسة الميكانيكية
- هندسة المواد
- هندسة بيئية
- الكيمياء
- علوم الحاسب
- علم البيانات
- علم تحليل البيانات
- الذكاء الاصطناعي
- الذكاء الاصطناعي وتعلم الآلة
- الروبوتات والحوسبة البصرية
- هندسة الحاسب
- أمن الحاسب (أمن سيبراني)
- نظم المعلومات الإدارية
- الضيافة
- الموارد البشرية
- إدارة سلاسل الإمداد

## وصلات خارجية
- الموقع الرسمي برنامج أرامكو للابتعاث الجامعي.